# إسبلكنون بنسلفاني
سبلكنون بنسلفاني (الاسم العلمي:Splachnum pensylvanicum) هو نوع من النباتات يتبع جنس السبلكنون من الفصيلة السبلكنونية.